# Дългоножки
Дългоножките, известни още като конски комари (Tipulidae), са семейство едри комаровидни двукрили насекоми. Въпреки страховития си външен вид, те са напълно безобидни, както за хората, така и за всички останали животни.

## Разпространение и местообитание
Представителите на това семейство се срещат по целия свят, като обитават всички континенти с изключение на няколко безводни района, намиращи се на малки океански острова с постоянна ледена или снежна покривка, както и в централните райони на Арктика и Антарктида.

## Описание
Възрастните дългоножки са сред най-едрите двукрили – някои достигат на дължина до повече от 3 cm. Те имат сравнително малка и издължена глава, издължено тяло и дълги и тънки крачета.
Ларвите се развиват предимно във влажна (по-рядко водна) среда – в почва, мъхове и гниеща растителност.

## Хранене
Ларвите се хранят предимно с гниещи растителни тъкани, но някои видове могат да увредят и живите тъкани.
Повечето възрастни не се хранят, но някои приемат цветен нектар, мана и други подобни сокове.

## Класификация
Описани са повече от 4 400 вида конски комари, от които 87 са установени в България – тези данни се отнасят за тесния смисъл на Tipulidae възприет днес и разглеждащ Limoniidae и Cylindrotomidae като отделни семейства в рамките на надсемейство Tipuloidea.
Семейство Дългоножки
- Подсемейство Ctenophorinae
  - Род Ctenophora Meigen, 1803
  - Род Dictenidia Brulle, 1833
  - Род Phoroctenia Coquillett, 1910
  - Род Pselliophora Osten Sacken, 1887
  - Род Tanyptera Latreille, 1804
- Подсемейство Cylindrotominae
  - Род Cylindrotoma Macquart, 1834
  - Род Diogma Edwards, 1938
  - Род Liogma Osten Sacken, 1869
  - Род Phalacrocera Schiner, 1863
  - Род Stibadocera Enderlein, 1912
  - Род Stibadocerella Brunetti, 1918
  - Род Stibadocerina Alexander, 1929
  - Род Stibadocerodes Alexander, 1928
  - Род Triogma Schiner, 1863
- Подсемейство Dolichopezinae
  - Род Dolichopeza Curtis, 1825
- Подсемейство Tipulinae
  - Род Acracantha Skuse, 1890
  - Род Angarotipula Savchenko, 1961
  - Род Austrotipula Alexander, 1920
  - Род Brachypremna Osten Sacken, 1887
  - Род Brithura Edwards, 1916
  - Род Clytocosmus Skuse, 1890
  - Род Elnoretta Alexander, 1929
  - Род Euvaldiviana Alexander, 1981
  - Род Goniotipula Alexander, 1921
  - Род Holorusia Loew, 1863
  - Род Hovapeza Alexander, 1951
  - Род Hovatipula Alexander, 1955
  - Род Idiotipula Alexander, 1921
  - Род Indotipula Edwards, 1931
  - Род Ischnotoma Skuse, 1890
  - Род Keiseromyia Alexander, 1963
  - Род Leptotarsus Guerin-Meneville, 1831
  - Род Macgregoromyia Alexander, 1929
  - Род Megistocera Wiedemann, 1828
  - Род Nephrotoma Meigen, 1803
  - Род Nigrotipula Hudson & Vane-Wright, 1969
  - Род Ozodicera Macquart, 1834
  - Род Platyphasia Skuse, 1890
  - Род Prionocera Loew, 1844
  - Род Prionota van der Wulp, 1885
  - Род Ptilogyna Westwood, 1835
  - Род Scamboneura Osten Sacken, 1882
  - Род Sphaerionotus de Meijere, 1919
  - Род Tipula Linnaeus, 1758
  - Род Tipulodina Enderlein, 1912
  - Род Valdiviana Alexander, 1929
  - Род Zelandotipula Alexander, 1922